# Pokrovan, Haskovo
Pokrovan (în bulgară Покрован) este un sat în comuna Ivailovgrad, regiunea Haskovo,  Bulgaria. 

## Demografie
Componența etnică a satului Pokrovan
     Bulgari (12,87%)
     Nicio identificare (87,12%)
     Altele (0%)
La recensământul din 2011, populația satului Pokrovan era de 101 locuitori. Nu există o etnie majoritară, locuitorii fiind  și bulgari (12,87%). Pentru 87,12% din locuitori nu este cunoscută apartenența etnică.